# Boy Scouts of America v. Dale
Boy Scouts of America v. Dale ist ein am Obersten Gerichtshof der Vereinigten Staaten verhandelter Fall zur Frage, ob die im 1. Zusatzartikel zur Verfassung der Vereinigten Staaten festgeschriebene Versammlungsfreiheit privaten Organisationen wie den Boy Scouts of America erlaubt, homosexuellen Männern eine Mitgliedschaft zu verweigern.

## Hintergrund
Die US-amerikanische Pfadfinderorganisation Boy Scouts of America vertrat im Jahr 2000 die Position, dass Homosexualität mit den Werten der Organisation unvereinbar sei und die Anwesenheit homosexueller Gruppenleiter die öffentliche Wahrnehmung der Organisation beeinträchtigen könne, und verweigerte offen homosexuell lebenden Männern mit dieser Begründung eine Mitgliedschaft.
Der 20-jährige Student James Dale wurde im Jahr 1990 zum Präsidenten einer Schwulen- und Lesbenorganisation der Rutgers University gewählt und gab im selben Jahr einer Zeitung ein Interview, in dem er seine Homosexualität bekannt gab. Dale war zum damaligen Zeitpunkt seit zwölf Jahren Mitglied der Boy Scouts und betätigte sich in der Organisation unter anderem als Anführer von Pfadfindergruppen. Die Boy Scouts schlossen Dale jedoch aufgrund seiner Homosexualität aus der Organisation aus, da homosexuelles Verhalten nicht mit den Werten der Organisation vereinbar sei und insbesondere die Anwesenheit homosexueller Pfadfindergruppenleiter die öffentliche Wahrnehmung der Organisation negativ beeinflussen könne.
Dale verklagte daraufhin die Boy Scouts wegen einer Verletzung der Antidiskriminierungsgesetze des Bundesstaates New Jersey. Nachdem Dale im New Jersey Superior Court zunächst unterlegen war, hob ein Berufungsgericht die erstinstanzliche Entscheidung auf und ordnete die Wiederaufnahme Dales bei den Boy Scouts an. Der Oberste Gerichtshof des Staates New Jersey bestätigte das Berufungsurteil. Die Boy Scouts legten daraufhin Berufung beim Obersten Gerichtshof der Vereinigten Staaten ein. Dieser nahm den Fall im Jahr 2000 zur letztinstanzlichen Entscheidung an.

## Urteil
Das Gericht urteilte in einer 5-zu-4-Entscheidung (d. h. fünf Richter stimmten für die Entscheidung, vier dagegen), dass eine private Organisation aufgrund der im 1. Zusatzartikel zur Verfassung der Vereinigten Staaten verankerten Versammlungsfreiheit nicht zur Aufnahme von Mitgliedern gezwungen werden können, sofern die Anwesenheit dieser Mitglieder den eigenen Werten und Grundsätzen widerspricht und die öffentliche Wahrnehmung der Organisation beeinträchtigen könnten. Dies sei im Falle der Boy Scouts für die Aufnahme homosexueller Mitgliedern dargelegt worden. Die Verfassung verleihe privaten Organisationen das Recht, die Standards und Bedingungen für eine Mitgliedschaft selbst festzulegen. Der Staat könne eine Aufnahme von Mitgliedern nicht erzwingen, wenn deren Mitgliedschaft den Botschaften, die die Organisation an die Öffentlichkeit aussenden möchte, zuwiderläuft. Dies sei im vorliegenden Fall gegeben, da die Boy Scouts Homosexualität als nicht vorbildlich für ihre minderjährigen Mitglieder ansehen.
Das Gericht befand damit die Anwendung der Antidiskriminierungsgesetze des Staates New Jersey im vorliegenden Fall für verfassungswidrig und den Ausschluss Dales aus der Organisation für rechtens. Die Entscheidung der Vorinstanz wurde aufgehoben.

## Weitere Entwicklung
Die Boy Scouts of America hoben im Jahr 2014 nach einem Mitgliedervotum das Mitgliedschaftsverbot für homosexuelle einfache Mitglieder auf, wobei jedoch das Verbot für Anführer von Pfadfindergruppen weiter bestehen blieb. Im Jahr 2015 wurde auch dieses Verbot aufgehoben. Seit dem Jahr 2017 ist auch eine Mitgliedschaft für Transgenderpersonen möglich. Damit wurden die Diskriminierung von LGBT-Personen bei den Boy Scouts inzwischen vollständig aufgehoben. Die Grundsatzentscheidung des obersten Gerichtshofes bildet jedoch weiterhin geltendes Recht.